# 耶爾森角
耶爾森角（英語：Gjertsen Promontory），是南極洲的海岬，位於瑪麗伯德地，處於拉戈斯山脈地區，美國地質調查局根據測量和美國海軍拍攝的空中照片繪入地圖，現時由南極條約體系管理。